# Nándor Zichy

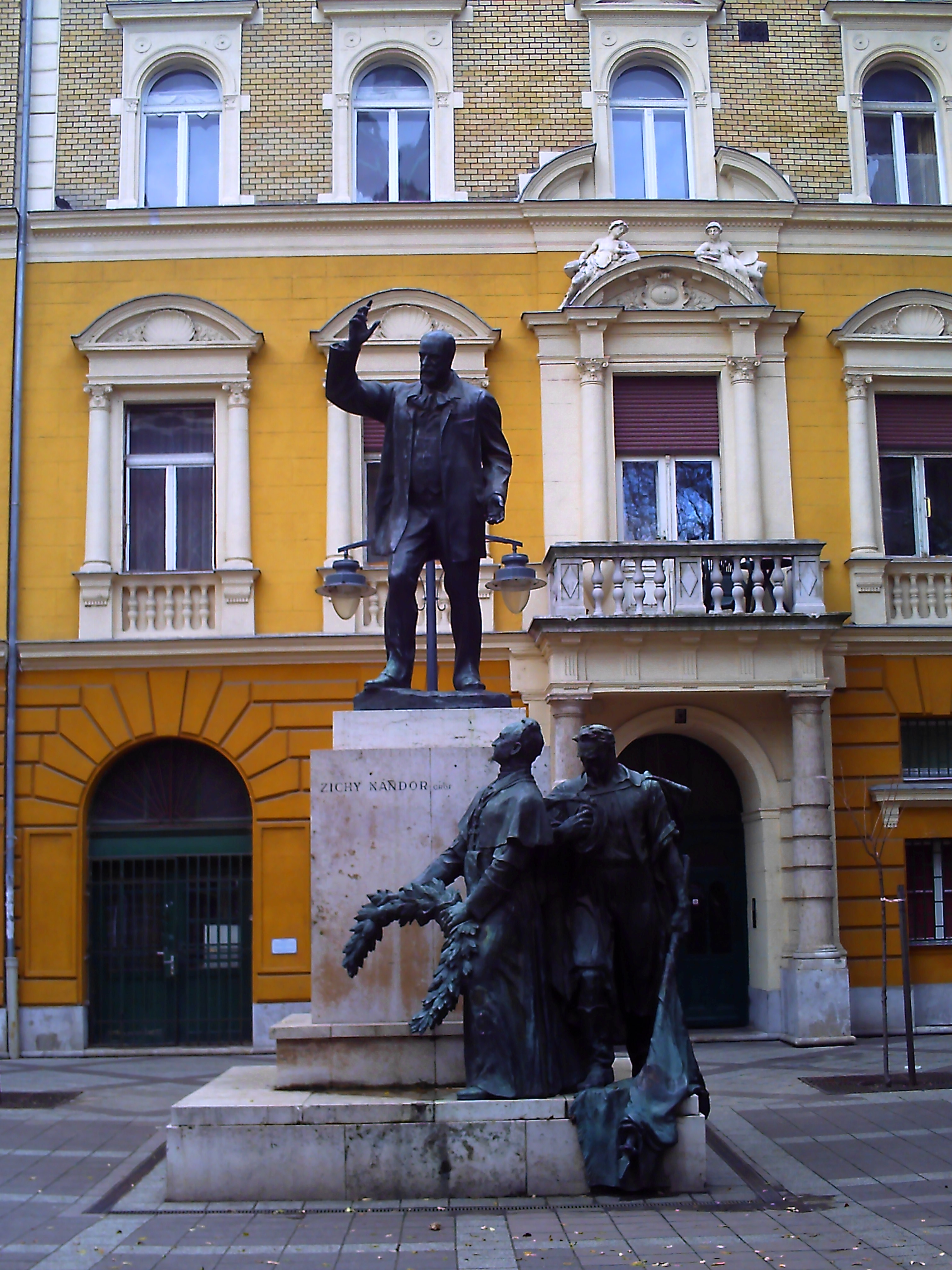
Statuia lui Nándor Zichy în piața Lőrinc pap din Budapesta

Contele Nándor Zichy (n. 26 noiembrie 1829, Pozsony, Imperiul Austriac – d. 26 decembrie 1911, Adony, Țările Coroanei Sfântului Ștefan, Ungaria) a fost un om politic și parlamentar maghiar. Este tatăl politicianului Aladár Zichy (1864-1937) și unchiul politicianului János Zichy (1868-1944).

## Biografie
În 1848 a obținut doctoratul în filozofie la Universitatea din Budapesta, apoi a studiat dreptul la Viena și Bratislava. În anii 1850 s-a ocupat de administrarea moșiilor sale și a fost vicepreședinte al Asociației Economice Naționale Maghiare, dar s-a ținut departe de politică în ciuda cererilor repetate pe care i le-a făcut guvernul absolutist. În anii 1850, în calitate de președinte al societății Nádorcsatorna Társulat și al Asociației Economice a comitatului Fejér, a participat la realizarea unui sistem de drenare a apelor și de canalizare în Transdanubia. În 1861 a devenit vicecomite al comitatului  Fejér și vicepreședinte al Consiliului Guvernatorilor al Ungariei condus provizoriu de ministrul imperial de interne Anton von Schmerling. Pe 7 februarie 1863 a publicat în ziarul A Hon articolul Chestiuni fundamentale. Pentru acest motiv, a fost arestat, i s-a retras rangul de nobil și funcția de șambelan și, împreună cu redactorul ziarului Mór Jókai, a condamnat la șase luni de închisoare, dar eliberat după numai o lună.
El a revenit curând în viața politică și s-a implicat activ în negocierile pentru obținerea compromisului austro-ungar. Între anii 1865 și 1880 a fost deputat ales în circumscripțiile Rácalmás, Bácsalmás și apoi Székesfehérvár. În prima Adunare Națională de după compromis a reprezentat Partidul Deák, iar în 1875 a devenit reprezentant al alegătorilor din Székesfehérvár. După fuziune a fost unul dintre conducătorii partidului conservator condus de baronul Pál Sennyey, iar în 1884 a organizat opoziția parlamentară care s-a opus legii privind căsătoria între evrei și creștini. A participat la luptele politice bisericești și la eforturile de revizuire a legilor deja promulgate ca unul dintre liderii Partidului Poporului Catolic înființat în 1895.
În 1869 a fondat Banca Comercială din Székesfehérvár, iar în 1872 Banca de Economii din comitatul Fejér. În 1880 a devenit membru al Camerei Magnaților. Începând din 1889 a fost președinte al Societății Sf. Ștefan și fondator al ziarului Alkotmány (Constituția). În 1889 a devenit consilier regal secret, iar în 1906 i s-a acordat rangul de Mare Trezorier. În 1892 a fost decorat cu Ordinul Lâna de Aur în grad de cavaler.

## Memorie
- O statuie (realizată de Antal Orbán) a fost amplasată în 1930 în piața Lőrinc pap din sectorul VIII al Budapestei, lângă biserica iezuită.

## Lucrări publicate
- A közigazgatási bizottság (Budapesta, 1876)